# Richard M. Meyer

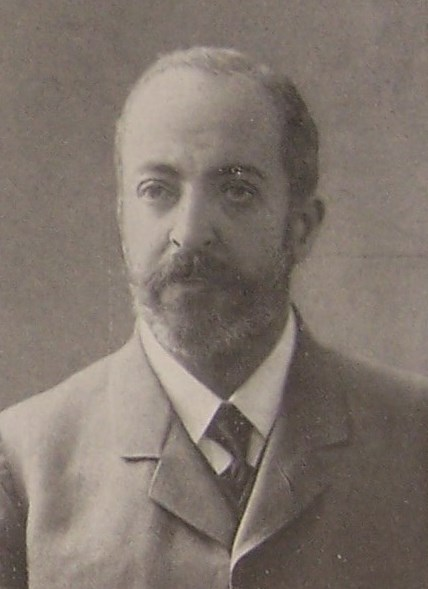
Richard M. Meyer

Richard Moritz Meyer (* 5. Juli 1860 in Berlin; † 8. Oktober 1914 ebenda) war ein deutscher Germanist.

## Leben
Meyer war Sohn des wohlhabenden jüdischen Bankiers Friedrich Meyer (1820–1881). Er studierte an der Universität Berlin, wo er Schüler von Wilhelm Scherer war. 1886 wurde er dort mit einer Arbeit zu Jonathan Swift und Georg Christoph Lichtenberg habilitiert. Im selben Jahr begann er in Berlin seine Lehrtätigkeit, zunächst als Privatdozent. 1901 wurde er zum außerordentlichen Professor der deutschen Literaturgeschichte ernannt. Meyer führte zusammen mit seiner Frau Estella geb. Goldschmidt in seinem Stadtpalais in der Voßstraße in Berlin einen literarischen Salon.
Die Schwerpunkte der meyerschen Forschung und Lehrtätigkeit lagen auf deutscher Grammatik und altgermanischer, neuhochdeutscher und neuerer Literaturgeschichte. Im Gegensatz zur Mehrheit der zeitgenössischen deutschen Literaturwissenschaftler verfügte er über einen weiten, offenen Literaturbegriff, der zum Beispiel auch Zeitungs- und Feuilletontexte mit einschließt; sein Ansatz ist „nicht ontologisch (‚Seinsweise der Dichtung‘), sondern empirisch. Er hat kein anderes Kriterium als den Consensus der Kenner“. Wissenschaftsgeschichtlich ist Meyer – „Gründlichkeit ist Respekt vor den Tatsachen“ – als selbstbewusster Positivist und Eklektiker zu charakterisieren.

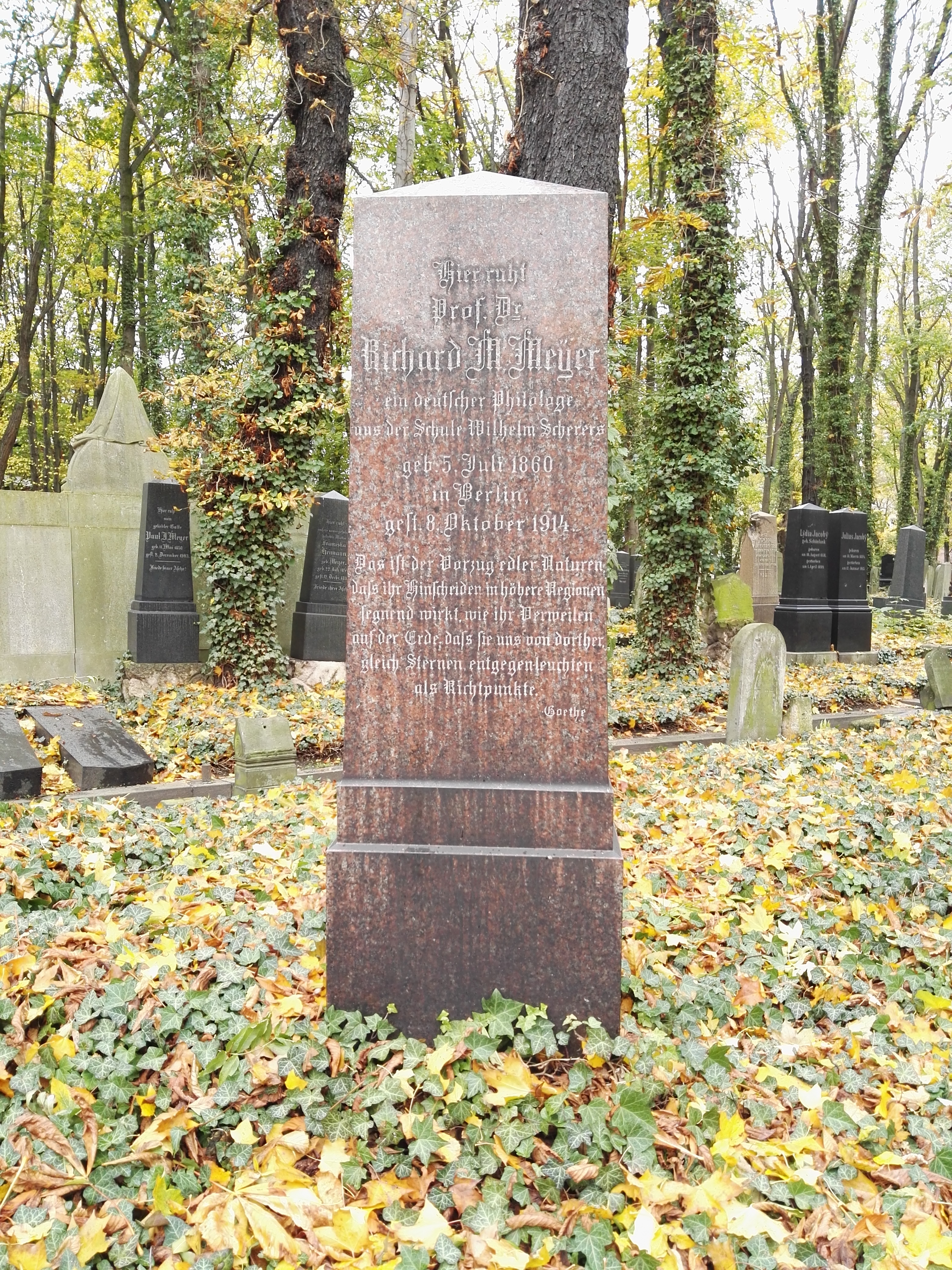
Richard Meyers Grab auf dem Friedhof Schönhauser Allee, Berlin

 1910 stiftete Meyer an der Berliner Universität den Wilhelm-Scherer-Preis. Das Stiftungsvermögen der von ihm errichteten Wilhelm Scherer-Stiftung wurde durch die Inflation 1923 vernichtet, so dass der Preis nur 1920 und 1923 vergeben werden konnte. Seit 2010 wird der Scherer-Preis durch die Richard M. Meyer Stiftung an der Humboldt-Universität und der Freien Universität Berlin erneut alle zwei Jahre vergeben.
Meyer wurde 1910 in den Vorstand der Stiftung Nietzsche-Archiv berufen. Nach gerichtlichen Auseinandersetzungen mit Elisabeth Förster-Nietzsche legte er sein Mandat 1913 nieder.
Ab 1903 unternahm er erste Ankäufe zum Aufbau einer Kunstsammlung und erbte die Gemäldesammlung seines Vaters mit dem Gemälde Ein Nachmittag im Tuileriengarten von Adolph von Menzel, das als Leihgabe in der Nationalgalerie ausgestellt wird.

## Veröffentlichungen (Auswahl)
- 1886: Grundlagen des mittelhochdeutschen Strophenbaus. Trübner, Straßburg.
- 1888, als Herausgeber: Wilhelm Scherer: Poetik. Weidmann, Berlin.
- 1889: Die altgermanische Poesie nach ihren formelhaften Elementen. Hertz, Berlin (Nachdruck: Olms, Hildesheim / Zürich / New York 1985, ISBN 3-487-07657-8).
- 1895: Goethe (= Geisteshelden, Band 13–15). 3 Bände. Hofmann, Berlin. 3., vermehrte Auflage 1905.
- 1897: Deutsche Charaktere. Ernst Hofmann & Co., Berlin.
- 1898: Betrieb und Organisation der wissenschaftlichen Arbeit. Leonhard Simion, Berlin.
- 1900: Die deutsche Literatur des Neunzehnten Jahrhunderts. Georg Bondi, Berlin. (Das neunzehnte Jahrhundert in Deutschlands Entwicklung. Band 3) urn:nbn:de:s2w-8781.
- 1900: Vierhundert Schlagworte. Teubner, Leipzig.
- 1902: Grundriss der neueren deutschen Literaturgeschichte. Georg Bondi, Berlin. 2., vermehrte Auflage 1907.
- 1905: Gestalten und Probleme. Georg Bondi, Berlin.
- 1906: Deutsche Stilistik. Beck, München. 2., verbesserte und vermehrte Auflage 1913, 3., unveränderte Auflage 1930.
- 1909–1911, als Herausgeber: Goethe und seine Freunde im Briefwechsel. 3 Bände. Georg Bondi, Berlin.
- 1910: Altgermanische Religionsgeschichte. Quelle & Meyer, Leipzig (Nachdruck: Athenaion, Essen 1999).
- 1911: Der Kanon der deutschen Klassiker. In: Neue Jahrbücher für das klassische Altertum, Geschichte und deutsche Literatur. Band 14, S. 208–227.
- 1913: Die Weltliteratur im zwanzigsten Jahrhundert: Vom deutschen Standpunkt aus betrachtet (= Das Weltbild der Gegenwart, Band 17). Deutsche Verlagsanstalt, Stuttgart. 2. Auflage, bis zur Gegenwart fortgeführt von Paul Wiegler, 1922.
- 1913: Nietzsche, sein Leben und seine Werke. C. H. Beck’sche Verlagsbuchhandlung O. Beck, München.
- 1913, als Herausgeber: Deutsche Parodien. Deutsches Lied im Spottlied von Gottsched bis auf unsere Zeit (= Pandora-Bücherei, Band 12). Verlag Georg Müller und Eugen Rentsch, München.
- 1926, als Herausgeber (postum): The Twelve Best Short Stories in the German Language. Selected by Richard M. Meyer. Gowan & Gray, London 1926.